# Collegio uninominale Lombardia 4 - 03 (2020)
Il collegio elettorale uninominale Lombardia 4 - 03 è un collegio elettorale uninominale della Repubblica Italiana per l'elezione della Camera dei deputati.

## Territorio
Come previsto dalla legge n. 51 del 27 maggio 2019, il collegio è stato definito tramite decreto legislativo all'interno della circoscrizione Lombardia 4.
È formato dal territorio dell'intera provincia di Cremona (113 comuni) e da 10 comuni della provincia di Brescia: Alfianello, Fiesse, Gambara, Milzano, Pontevico, Pralboino, Quinzano d'Oglio, Remedello, Seniga e Verolavecchia.
Il collegio è parte del collegio plurinominale Lombardia 4 - 01.

## Eletti
| Elezione | Elezione | Deputato         | Partito |
| -------- | -------- | ---------------- | ------- |
|          | 2022     | Silvana Comaroli | Lega    |

## Dati elettorali

### XIX legislatura
Come previsto dalla legge elettorale, 147 deputati sono eletti con sistema a maggioranza relativa in altrettanti collegi uninominali a turno unico.
| Candidati                                 | Candidati                  | Voti    | %     | Liste                                 | Voti    | %     |
| ----------------------------------------- | -------------------------- | ------- | ----- | ------------------------------------- | ------- | ----- |
|                                           | Silvana Comaroli ✔️ Eletto | 112 701 | 55,89 | Fratelli d'Italia                     | 64 263  | 31,87 |
| Lega per Salvini Premier                  | Silvana Comaroli ✔️ Eletto | 112 701 | 55,89 | 31 157                                | 15,45   |       |
| Forza Italia                              | Silvana Comaroli ✔️ Eletto | 112 701 | 55,89 | 15 502                                | 7,69    |       |
| Noi moderati/Lupi - Toti - Brugnaro - UDC | Silvana Comaroli ✔️ Eletto | 112 701 | 55,89 | 1 779                                 | 0,88    |       |
|                                           | Giorgio Pagliari           | 50 179  | 24,89 | Partito Democratico-IDP               | 38 667  | 19,18 |
| Alleanza Verdi e Sinistra                 | Giorgio Pagliari           | 50 179  | 24,89 | 5 680                                 | 2,82    |       |
| +Europa                                   | Giorgio Pagliari           | 50 179  | 24,89 | 5 073                                 | 2,52    |       |
| Impegno Civico - Centro Democratico       | Giorgio Pagliari           | 50 179  | 24,89 | 759                                   | 0,38    |       |
|                                           | Gabriel Fomiatti           | 15 289  | 7,58  | Azione - Italia Viva - Calenda        | 15 289  | 7,58  |
|                                           | Paola Tacchini             | 13 253  | 6,57  | Movimento 5 Stelle                    | 13 253  | 6,57  |
|                                           | Paola Trombini             | 4 058   | 2,01  | Italexit                              | 4 058   | 2,01  |
|                                           | Valentina Mozzi            | 2 297   | 1,14  | Unione Popolare                       | 2 297   | 1,14  |
|                                           | Elena Maestri              | 2 020   | 1,00  | Italia Sovrana e Popolare             | 2 020   | 1,00  |
|                                           | Paolo Casati               | 1 090   | 0,54  | Vita                                  | 1 090   | 0,54  |
|                                           | Consuelo Nespoli           | 437     | 0,22  | Alternativa per l'Italia (PdF - Exit) | 437     | 0,22  |
|                                           | Massimiliano Brevini       | 170     | 0,08  | Free                                  | 170     | 0,08  |
|                                           | Lina Altavilla             | 149     | 0,07  | Noi di Centro – Europeisti            | 149     | 0,07  |
| Totale                                    | Totale                     | 201 643 | 100   |                                       | 201 643 | 100   |
|                                           |                            |         |       |                                       |         |       |
| Schede bianche                            | Schede bianche             | 3 582   | 1,70  |                                       |         |       |
| Schede nulle                              | Schede nulle               | 5 822   | 2,76  |                                       |         |       |
| Votanti                                   | Votanti                    | 211 047 | 71,80 |                                       |         |       |
| Elettori                                  | Elettori                   | 293 926 |       |                                       |         |       |